# Стоун (округ, Міссісіпі)
Шаблон:StateAbbr_ 30°47′ пн. ш. 89°07′ зх. д. / 30.79° пн. ш. 89.12° зх. д.
Округ  Стоун (англ. Stone County) — округ (графство) у штаті Міссісіпі, США. Ідентифікатор округу 28131.

## Історія
Округ утворений 1916 року.

## Демографія
За даними перепису 
2000 року 
загальне населення округу становило 13622 осіб, зокрема міського населення було 2885, а сільського — 10737.
Серед мешканців округу чоловіків було 6750, а жінок — 6872. В окрузі було 4747 домогосподарств, 3628 родин, які мешкали в 5343 будинках.
Середній розмір родини становив 3,13.
Віковий розподіл населення поданий у таблиці:
| Стать    | До 15 років | 15-21 | 22-29 | 30-39 | 40-49 | 50-65 | 65-85 | Понад 85 |
| -------- | ----------- | ----- | ----- | ----- | ----- | ----- | ----- | -------- |
| Чоловіки | 1551        | 922   | 684   | 945   | 932   | 1068  | 618   | 30       |
| Жінки    | 1495        | 839   | 706   | 926   | 985   | 1051  | 762   | 108      |

## Суміжні округи
- Перрі — північний схід
- Джордж — схід
- Джексон — південний схід
- Гаррісон — південь
- Перл-Рівер — захід
- Форрест — північний захід

## Виноски
1. ↑  U.S. Decennial Census. United States Census Bureau. Процитовано 7 листопада 2014.
2. ↑  Historical Census Browser. University of Virginia Library. Архів оригіналу за 11 серпня 2012. Процитовано 7 листопада 2014.
3. ↑  Population of Counties by Decennial Census: 1900 to 1990. United States Census Bureau. Процитовано 7 листопада 2014.
4. ↑  Census 2000 PHC-T-4. Ranking Tables for Counties: 1990 and 2000 (PDF). United States Census Bureau. Процитовано 7 листопада 2014.
5. ↑  State & County QuickFacts. United States Census Bureau. Архів оригіналу за 7 червня 2011. Процитовано 5 вересня 2013. [Архівовано 2011-06-07 у Wayback Machine.](англ.) Наведено за англійською вікіпедією.
6. ↑  American FactFinder. Бюро перепису населення США. Архів оригіналу за 26 лютого 2012. Процитовано 31 січня 2008. [Архівовано 2008-05-21 у Wayback Machine.]

| США | Це незавершена стаття з географії США. Ви можете допомогти проєкту, виправивши або дописавши її. |